# 訃報 1972年8月
訃報 1972年8月（ふほう 1972ねん8がつ）では、1972年（昭和47年）8月中に物故した、又は物故が報じられた人物についてまとめる。

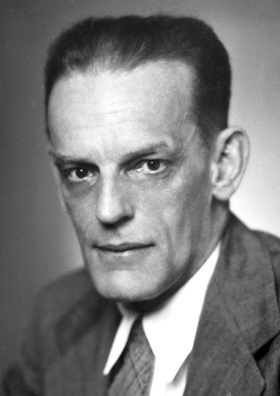
マックス・タイラー / 8月11日没

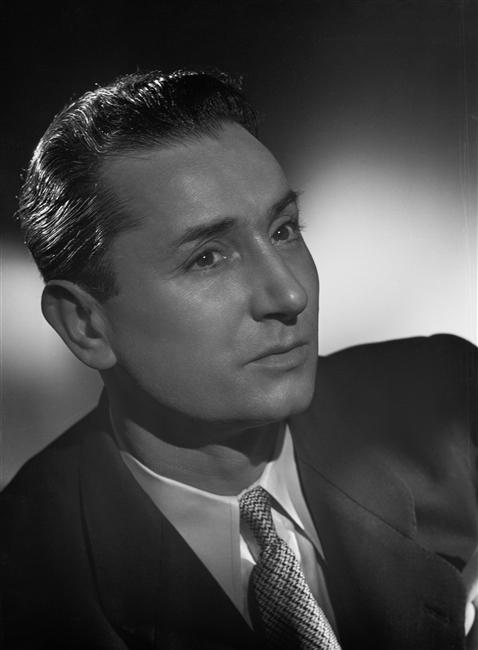
ピエール・ブラッスール / 8月16日没

## （1日 - 15日）
- 8月2日 - 清水長雄、政治家（* 1900年）
- 8月5日 - 甲斐兼蔵、翻訳者・英語教師（* 1890年）
- 8月6日 - 岡本良知、歴史学者（* 1900年）
- 8月7日 - 西山冨佐太、教育者・政治家（* 1889年）
- 8月9日 - エルンスト・フォン・ザロモン、作家・軍人・政治思想家（* 1902年）
- 8月9日 - 武居高四郎、都市計画家（* 1893年）
- 8月9日 - 遠山元一、実業家（* 1890年）
- 8月10日 - 華山親義、官僚・外交官・政治家（* 1900年）
- 8月11日 - マックス・タイラー、ウイルス学者（* 1889年）
- 8月14日 - ジュール・ロマン、作家（* 1885年）
- 8月14日 - 浦野本一、政治家（* 1880年）

## （16日 - 31日）
- 8月16日 - ジョン・バーンズ・チャンス、作曲家（* 1932年）
- 8月16日 - ピエール・ブラッスール、俳優（* 1905年）
- 8月16日 - 片桐英吉、海軍軍人（* 1885年）
- 8月16日 - 広瀬五郎、映画監督（* 1904年）
- 8月20日 - 橘ノ圓都、落語家（* 1883年）
- 8月23日 - 富山小太郎、物理学者（* 1902年）
- 8月24日 - 草鹿任一、海軍軍人（* 1888年）
- 8月25日 - 木村茂、陸軍軍人（* 1873年）
- 8月26日 - 上田三三、将棋棋士（* 1893年）
- 8月26日 - 村上信二郎、政治家（* 1918年）
- 8月29日 - ルネ・レイボヴィッツ、作曲家・指揮者（* 1913年）
- 8月29日 - ケネス・トッド・ヤング、外交官（* 1916年）
- 8月29日 - 黒沢富次郎、政治家・実業家（* 1891年）